# Stele

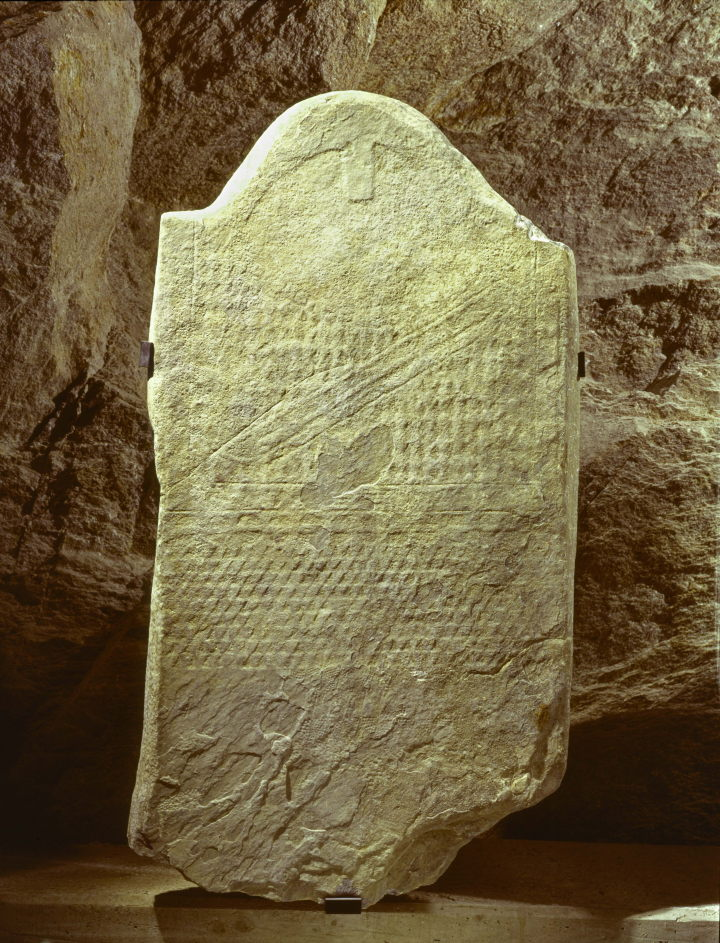
Stele n. 25 della necropoli del Petit-Chasseur (Sion, Svizzera)

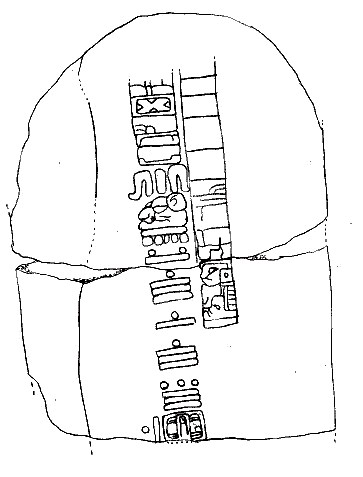
Lato retrostante della stele C di Tres Zapotes (Messico)

Una stele è un monolito oblungo elevato a scopo commemorativo e conseguentemente decorato, ad esempio con bassorilievi o epigrafi. Di altezza solitamente inferiore al metro, spesso le stele recano scolpita una delle facce con raffigurazioni più o meno schematiche della persona umana. L'azione di scolpire il monolito è di solito suggerita dalla originaria forma piatta. Spesso le stele erano usate come cippo di confine. In altri casi, la stele è eretta in relazione ad una sepoltura ed è detta "stele funeraria"; se eretta per lo sciogimento di un voto, è detta "stele votiva".
Largo utilizzo di stele è riscontrabile in culture e luoghi diversissimi: ne realizzarono gli Egizi, così come altre popolazioni del Vicino Oriente antico, e se ne trovano nell'antica Grecia, in Sardegna, in Etiopia, in Cina (e in generale nell'Estremo Oriente, forse con qualche relazione con quelle d'Occidente). Del tutto indipendenti culturalmente risultano quelle mesoamericane (Olmechi e Maya).

## Stele preistoriche
Le stele preistoriche più significative sono quelle della valle del fiume Durance (Vaucluse) e sono ascrivibili alla cultura di Chassey (neolitico pieno europeo, diffuso nella Francia meridionale): in queste, lo stile è fortemente geometrico e le linee del volto si associano ad altre linee di valore non figurativo. A quelle della Vaucluse vengono spesso associate quelle dell'Hérault, che hanno una forma più tondeggiante e, presumibilmente, sono più tarde.
Esistono esemplari di stele in Spagna e Portogallo, ma un'associazione unica è quella di Sion, dove sono state recuperate stele con decorazione geometrica e stele-menhir.
Il termine "stele" viene usato anche per riferirsi ai menhir antropomorfi armoricani e ai megaliti della seconda età del ferro in Armorica.

## Stele etrusche
Nella civiltà etrusca le numerose stele, da non confondere con i cippi, erano sostanzialmente usate come segnacoli. 
Quelle poste generalmente all'esterno delle tombe erano decorate ed ornate con epigrafi.
Le stele erano anche utilizzate nell'agrimensura dove i confini dei terreni erano sacri ed inviolabili, tanto che chi le rimuoveva era passibile della pena di morte.

## Stele fenicie
Nella civiltà fenicia, le stele venivano usate in santuari e necropoli ed erano quindi di tipo votivo o funerario. Le stele pervenuteci sono poche e presentano la caratteristica dei prototipi rispetto alla vasta testimonianza di stele cartaginesi come dimostrato dai recenti ritrovamenti nell'isola di Cipro.

## Stele puniche
Nella civiltà punica, le stele erano di carattere votivo poste nei tofet ed accanto alle urne. Erano costituite da monoliti in pietra, con varie misure e decorazioni. Presentavano una base, un coronamento in alto a chiusura ed una nicchia ove era rappresentato spesso un idolo.